# Ed Sullivan
Edward Vincent "Ed" Sullivan, född 28 september 1901 i New York, död 13 oktober 1974 i New York, var en amerikansk komiker och TV-profil känd från TV-nätverket CBS.
Sullivan ledde serien The Ed Sullivan Show 1948–1971. Studion på Manhattan där programmet spelades in har sedermera fått namnet Ed Sullivan Theater, och därifrån har från 1990-talets början The Late Show with David Letterman och efterföljaren The Late Show with Stephen Colbert spelats in.